# Gymnoconia
Gymnoconia is een geslacht van roesten uit de familie Pucciniaceae. De typesoort is Gymnoconia interstitialis. Het geslacht is beschreven door Nils Gustaf Lagerheim en in 1894 gepubliceerd.

## Soorten
Volgen Index Fungorum telt dit geslacht vier soorten (peildatum april 2023):
| Soortnaam                 | Auteur(s)                    | Publicatiejaar |
| ------------------------- | ---------------------------- | -------------- |
| Gymnoconia interstitialis | (Schltdl.) Lagerh.           | 1894           |
| Gymnoconia nitens         | (Schwein.) F. Kern & Thurst. | 1929           |
| Gymnoconia potentillae    | (Shkarupa) Azbukina          | 2005           |
| Gymnoconia riddelliae     | Griffiths                    | 1902           |